# Kanton Thann
Thann is een voormalige kanton van het Franse departement Haut-Rhin.

## Gemeenten
Het kanton maakte deel uit van het arrondissement Thann tot op 22 maart het kanton en het arrondissement werden opgeheven. De gemeente gemeenten werd opgenomen in het kanton Masevaux, dat sinds 24 februari 2021 de naam kanton Masevaux-Niederbruck kreeg. De overige gemeente werden opgenomen in het kanton Cernay, en alle 11 gemeenten maken nu deel uit van het arrondissement Thann-Guebwiller.
Het kanton Thann omvatte de volgende gemeenten:
- Aspach-le-Haut
- Bitschwiller-lès-Thann
- Bourbach-le-Bas
- Guewenheim
- Leimbach
- Michelbach
- Rammersmatt
- Roderen
- Thann (hoofdplaats)
- Vieux-Thann
- Willer-sur-Thur